# Stato di natura (singolo)
Stato di natura è un singolo della cantante italiana Francesca Michielin, pubblicato il 13 marzo 2020 come quinto estratto dal quarto album in studio Feat (stato di natura).

## Descrizione
Traccia d'apertura dell'album, il singolo ha visto la collaborazione del gruppo musicale italiano Måneskin.

## Video musicale
Il video, filmato interamente dalla cantautrice in uno scenario urbano scarno, è stato reso disponibile il 19 marzo 2020 attraverso il proprio canale YouTube. Inoltre ha un particolare fascino old school, dato sia dal formato 4:3 che richiama le vecchie VHS, sia dalle immagini di una vera e propria videocassetta che apre e chiude il video.

## Classifiche
| Classifica (2020) | Posizione massima |
| ----------------- | ----------------- |
| Italia            | 99                |